# Centre international de congrès Vinci de Tours
Pour les articles homonymes, voir Centre de congrès.
Le Palais des Congrès de Tours (anciennement baptisé Vinci de 1993 à 2017 ) est un édifice conçu par Jean Nouvel avec Yves Brunier, paysagiste. La scénographie des salles a été conçue par Ducks scéno et les études acoustiques ont été réalisées par Peutz & Associés. Ouvert en 1993, il est situé face à la gare de Tours-Centre.
L'édifice est entouré d'un côté par la rue Bernard Palissy et de l'autre par le parc public de la Préfecture.

## Architecture
Le bâtiment est remarquable car son toit est largement en surplomb du boulevard Heurteloup, il prend ainsi la forme d'une « casquette géante » ou d'un « vaisseau ». Derrière le vitrage du Palais des Congrès se trouvent des tubes de néon qui illuminent la façade la nuit depuis l'intérieur.

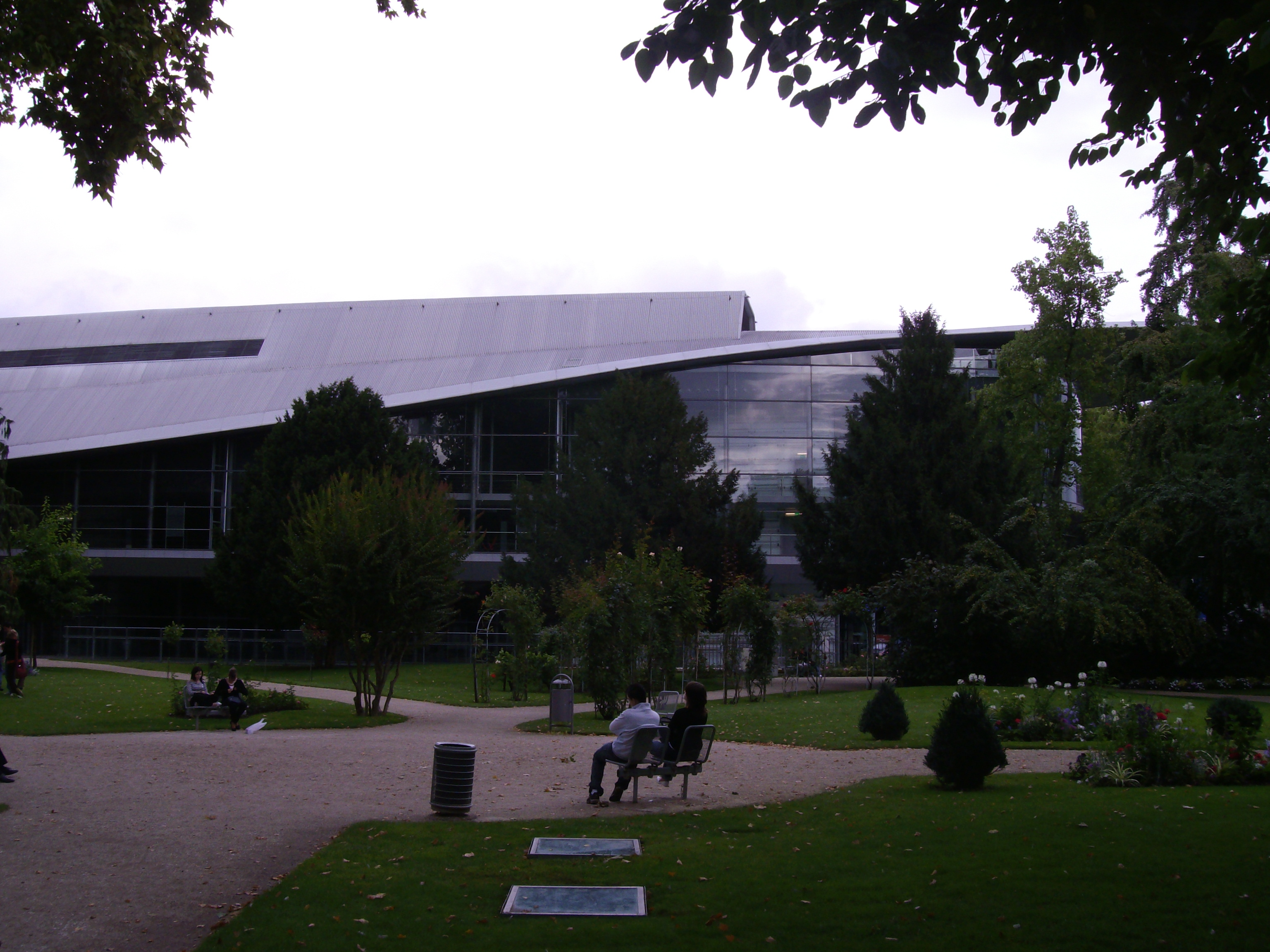
Le Vinci depuis le jardin de la Préfecture de Tours.

Le Palais des Congrès se compose de trois auditoriums :
- l'auditorium Descartes avec 350 places ;
- l'auditorium Pierre de Ronsard avec 700 places ;
- l'auditorium François-Ier avec 2000 places[3].

Il dispose aussi d'espaces polyvalents. Ainsi au dernier étage se trouvent 22 salles de commissions et le salon Agnès Sorel de 1 500 m2. Dans les niveaux inférieurs se tiennent l'espace Reflets (avec un bar, des vestiaires, une salle de presse) et l'espace Daniel Bourdu de 2 500 m2.

## Événements
La première manifestation a eu lieu le 25 septembre 1993.
Le Centre international de congrès de Tours a accueilli la DreamHack Open le weekend du 8, 9 et 10 mai 2015.
Il a également accueilli la première édition du Japan Tours Festival les 20, 21 et 22 février 2015. La 2e édition a lieu du 19 au 22 février 2016.
Il accueille depuis 2013 le Mondial du fromage et des produits laitiers, en biennale.
Le 10 septembre 2018, le Palais des Congrès a ouvert ses portes au public pour fêter ses 25 ans.
Le 10 et 11 juin 2023, il accueille la première édition de la SLYLAN, organisée par Solary.

## Transports publics
- Gare de Tours (TER, TGV)
- Réseau Fil Bleu : A (arrêt Gare de Tours) ; 2, 3, 5, 10, 11, 14, 15, 34, 50, 70 et 71 (arrêt Gare Vinci)